# Myopsyche victorina
Myopsyche victorina är en fjärilsart som beskrevs av Carl Plötz 1880. Myopsyche victorina ingår i släktet Myopsyche och familjen björnspinnare. Inga underarter finns listade i Catalogue of Life.